# 劉炳照
劉炳照（1847年2月15日—1917年2月1日，道光二十七年正月初一日－民國六年正月初十日），原名銘照，字伯蔭，又字光珊，號薲塘，又號語石，晚號復丁老人。江蘇省常州府陽湖縣（今屬常州市）人，清朝詩人。

## 生平
縣學生出身。捐納得五品銜候選訓導，誥封奉政大夫。
以工詩詞知名，與俞樾、朱祖謀、葉衍蘭、吳昌碩、吳受福、朱鴻度、金武祥、惲毓巽、李寶嘉、李寶洤等文士唱和。光緒二十一年（1895年），與夏孫桐、鄭文焯、費念慈、張上龢、陳如升、于以堉、褚德輿等於蘇州城西藝圃結「鷗隱詞社」。
詞作有名句：「一寸詞腸，七分是血，三分是淚。」與詩詞友人集會於常州意園望雲水榭，有情景真摯之評語。並長於考證詞律。
宣統二年（1910年），赴上海參加上海書畫研究會，擔任會董。
民國二年（1913年），參與周慶雲、劉承幹、繆荃孫、吳昌碩、葉昌熾、劉富曾、王仁東、鄭文焯、李詳、汪洵、李瑞清、惲毓嘉、李傳元、劉世珩、李經畬、劉樹屏、曹元忠、王國維、繆朝荃、喻長霖、錢綏槃等清遺民組織的詩社「淞社」。
民國六年（1917年）正月初十日卒，年七十一歲。

## 著作
- 《留雲借月盦詞》九卷（光緒十九年陽湖劉氏刻二十一年續刻本六卷，收於《清代詩文集彙編》第766冊）
- 《無長物齋詩存》六卷（清光緒三十四年至宣統二年刻本四卷，《清代詩文集彙編》第766冊）
- 《復丁老人詩記》一卷，附《詩記續》一卷（清光緒三十四年至宣統二年刻本，《清代詩文集彙編》第766冊）
- 《感知集》二卷（光緒三十一年吴興劉承幹刻本，《清代詩文集彙編》第766冊）
- 《無長物齋詞存》五卷（《夢痕詞》二卷《焦尾詞》二卷《春絲詞》一卷，民國三年吴興劉承幹刻本，《清代詩文集彙編》第766冊）

## 家庭及關聯
劉炳照為武進西營劉氏第十五世。
- 承繼曾祖父：劉遵路（1703年－1731年），無子，以胞弟詔子繼嗣。
- 承繼曾祖母：惲氏，劉遵路正室，毗陵惲氏監生惲挺生之女，敕贈孺人、晉封恭人。
- 本生曾祖父：劉詔（1713年－1790年），官湖北江夏縣縣丞。
- 本生曾祖母：馮氏，劉詔側室。

- 祖父：劉方澍（1755年－1834年），劉詔第二子，出繼胞伯遵路為嗣。歷任湖北宣恩縣、宜城縣、鄖縣典史。
- 祖母：鈕氏，劉方澍正室，監生鈕質之女，敕封孺人、晉封宜人。

- 父：劉汝誠（1808年－1872年），方澍第三子，兩淮候補鹽運司經歷，署富安板浦場大使。
- 母：朱氏，劉汝誠正室，松江朱氏庠生朱鏡蓉之女，誥封宜人。
- 兼嗣父：劉汝剛（1791年－1871年），方澍第一子，嘉慶十四年舉人，官至安徽廬州府無為州知州。無子，以胞弟汝誠子炳照兼嗣。

- 劉炳照為獨子，有一姊妹，適吳淞司巡檢浙江嘉善錢維崧。

### 妻妾
- 正室：賴氏，福建賴氏，開歸陳許道賴安之女，誥封宜人。
- 繼室：巢氏，候選州同巢廷輔之女，誥封宜人。
- 無側室。

### 子女
有子女各一人。
- 長子：劉起甲（1885年－1921年），繼巢氏出，監生，隨父兼嗣汝剛之後。
- 女，繼巢氏出，適候選知府巢峻。